# Баган (Доволенський район)
Баган (рос. Баган) — селище у Доволенському районі Новосибірської області Російської Федерації.
Входить до складу муніципального утворення Доволенська сільрада. Населення становить 260 осіб (2010).

## Історія
Згідно із законом від 2 червня 2004 року органом місцевого самоврядування є Доволенська сільрада.

## Населення
| 2002 | 2007 | 2010 |
| ---- | ---- | ---- |
| 322  | ↘307 | ↘260 |